# Аренга каштанова
Аре́нга каштанова (Myophonus castaneus) — вид горобцеподібних птахів родини мухоловкових (Muscicapidae). Ендемік Індонезії. Каштанова аренга раніше вважалася конспецифічною з борнейською і яванською аренгами.

## Опис
Довжина птаха становить 15 см. У самців голова, груди і плечі темно-сині, решта тіла каштанова. На лобі яскрава металево-блискуча синя пляма. Самиці і молобі птахи мають переважно тьмяно-коричневе забарвлення з блакитними плямками на плечах.

## Поширення і екологія
Каштанові аренги є ендеміками гір Барісан на заході Суматри. Вони живуть у вологих гірських тропічних лісах. Зустрічаються на висоті від 400 до 1500 м над рівнем моря.

## Збереження
МСОП класифікує стан збереження цього виду як близький до загрозливого. Каштанові аренги є рідкісним видом, яким загрожує знищення природного середовища.